# Sombrero (Anguilla)
Sombrero ist eine der nördlichsten Inseln der Kleinen Antillen in der Karibik und gehört zum Britischen Überseegebiet Anguilla.

## Geographie
Sombrero liegt östlich der Jungferninseln und 55 km nordwestlich von Anguilla.
Die 1,5 km lange und bis zu 0,4 km breite Insel hat eine Fläche von 0,38 km² und besteht aus fast vegetationslosem Kalksteinfels. Ursprünglich besaß die Insel von der Seeseite aus die Form eines Sombreros. Durch den Abbau ihrer Ressourcen hat sie heute eine flache Form mit einer Höhe von gerade einmal 12 m über dem Meeresspiegel und diverse Aushöhlungen. Die Oberfläche der Insel ist rau und verkarstet und die Vegetation ist spärlich.

## Wirtschaft
Wirtschaftlichen Wert hatte die Insel durch ihre Kalkbrüche. Im 19. Jahrhundert wurde auf der Insel Sombrerit abgebaut. Dieser auf Guano basierende natürliche Dünger wurde von 1856 an bis 1890 durch US-amerikanische Firmen komplett abgebaut. In den 1870er Jahren sollen jährlich rund 3.000 t phosphathaltiger Dünger gewonnen worden sein.
1999 wurde von Beal Aerospace untersucht, die Insel für den Start von Satelliten zu nutzen. Der Plan wurde nie umgesetzt.

## Geschichte
Durch den Vertrag von Utrecht kam die Insel 1714 in die Hände der Briten. 1814 und 1825 erforschten britische Geologen die Insel und fanden abbauwürdige Bestände von Guano. Diese Ergebnisse berichteten sie ihrer Regierung. 1856 beanspruchten die Vereinigten Staaten die Nutzung der Insel unter Berufung auf den Guano Islands Act für sich. In einer recht kurzen Periode baute man rund 100.000 t mineralisierten Vogelkot als Dünger ab, um die ausgelaugten Böden der Südstaaten wieder fruchtbar zu machen. Das Vereinigte Königreich intervenierte recht spät und verlangte eine Kompensation. Der britische Anspruch auf die Insel wurde nach Verhandlungen von den Vereinigten Staaten im Jahr 1867 anerkannt.
Die Insel lag nahe den Schifffahrtslinien von England nach Süd- und Mittelamerika in einem Gebiet, das zwischen Juli und Oktober von Wirbelstürmen bedroht war. Bereits 1848 hatte man die britische Admiralität vergeblich um ein Leuchtfeuer gebeten. 1859 zerschellte  die Paramatta, ein Postschiff der Royal Mail Steam Packet Company bei ihrer Jungfernfahrt infolge eines Navigationsfehlers an einem benachbarten Riff. Darauf erneuerte man die Anfrage, und 1868 wurde der Leuchtturm in Betrieb genommen.
Nach der Einstellung des Guanoabbaus wurde der Betrieb des Leuchtturms um 1893 dem Board of Trade und später dem Department for Transport unterstellt, das ihn dem für die Unterhaltung aller britischen Leuchttürme zuständigen Trinity House übertrug. 1931 tauschte man die Befeuerungsanlage gegen ein stärkeres System aus und renovierte den Turm erstmals. Der Hurrikan Donna beschädigte die Anlage 1960 schwer, sodass man den Turm zwei Jahre später abriss und durch einen Neubau ersetzte. Der heutige Leuchtturm, der vollautomatisiert ohne Wärter betrieben wird, wurde 2001 errichtet. Sein Leuchtfeuer befindet sich in einer Höhe von 28 m über dem Meeresspiegel und sorgt für den Schutz der Anegada-Passage. Am 1. Dezember 2001 ging die Verwaltung des Turms vom Trinity House auf Anguilla über.
Im Verbund mit Anguilla, dessen Bevölkerung sich entschloss, den Status eines Britischen Überseegebiets anzunehmen, der ihnen eine größere wirtschaftliche Stabilität versprach, löste man die Insel politisch von St. Kitts und Nevis, so dass Sombrero 1980 wieder Teil einer britischen Kolonie wurde.

## Bevölkerung
Nach dem Abzug der Minenarbeiter waren die Leuchtturmwärter die einzigen Bewohner der Insel. Seit 2001 ist Sombrero unbewohnt, lediglich einige Fischer, Touristen oder Biologen besuchen die Insel gelegentlich.

## Fauna
Die Insel ist bekannt für eine endemische schwarze Schienenechse namens Ameiva corvina, die weitverbreitet und leicht zu beobachten auf der Insel lebt. Ein jüngst entdeckter zwergenhafter Gecko aus der Gattung Sphaerodactylus könnte ebenfalls endemisch sein und wurde übergangsweise als Sombero-Zwerggecko bezeichnet. Die zu den Leguanartigen zählende Echse Anolis gingivinus wurde ebenfalls auf der Insel gefunden.

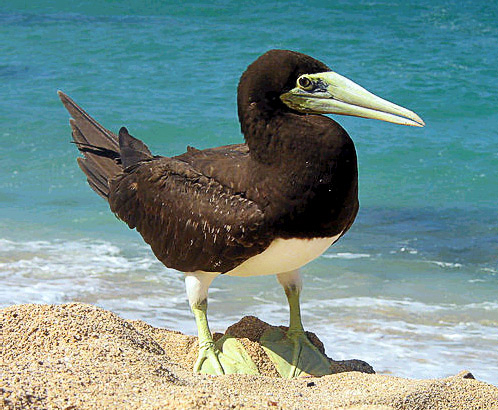
Weißbauchtölpel (Sula leucogaster)

Die Gewässer der Umgebung dienen Echten Karettschildkröten als Jagdgebiet. Zudem beherbergt die Insel durchaus beachtenswerte Populationen von Meeresvögeln:
- Maskentölpel  (Sula dactylatra): 27 Paare (mehr als 54 Exemplare, 4 % der karibischen Population) 2002,
- Weißbauchtölpel (Sula leucogaster): 386 Paare (mehr als 772 Exemplare, 5 % der karibischen Population) 1999,
- Zügelseeschwalbe  (Onychoprion anaethetus): 270 Paare (540 Exemplare, 4 % der karibischen Population) 1998,
- Noddi (Anous stolidus): 700 Paare (1400 Exemplare, 5 % der karibischen Population) 1998.

Die Insel Sombrero wurde von der Vogelschutzorganisation BirdLife International als Important Bird Area AI001 ausgewiesen.
In einem Versuch die einheimischen Tiere und Pflanzen zu schützen wurde die eingeschleppten Mäuse bis Juli 2021 (letzte Sichtung) getötet. Bereits 2022 konnte sich das Gras erholen und auch die Eidechsen haben sich wieder vermehrt. Durch die immer höher werdenden Wellen sind aber einige Nistplätze an den Klippen verloren gegangen.